# Carcelia grissemicans
Carcelia grissemicans là một loài ruồi trong họ Tachinidae.